# Elecciones provinciales de Córdoba de 1973
Las elecciones generales de la provincia de Córdoba de 1973 tuvieron lugar entre marzo y abril del mencionado año con el objetivo de restaurar las instituciones constitucionales de la provincia después del fin de la dictadura militar autodenominada Revolución Argentina. Fueron los primeros comicios en los que el peronismo o justicialismo pudo presentarse libremente desde su derrocamiento en 1955. La elección provincial en Córdoba (el distrito donde el peronismo obtuviera su resultado más estrecho en las elecciones de 1951 y donde se inició el golpe de Estado que lo derrocó) fue sumamente ajustada entre los candidatos Ricardo Obregón Cano, del Partido Justicialista, y Víctor Martínez de la Unión Cívica Radical.
Debido al sistema impuesto por la dictadura mediante el Estatuto Fundamental Temporario, se incorporó a las elecciones presidenciales y provinciales el sistema de balotaje, que preveía la realización de una segunda vuelta entre los candidatos que superaran el 15% de los sufragios si ninguno de los candidatos superaba el 50% de los votos en la primera vuelta. En la primera vuelta de las elecciones, Obregón Cano obtuvo la primera minoría con un 44,20% contra el 43,08% de Martínez, superándolo por tan solo 12.774 votos. Se realizó entonces una segunda vuelta electoral entre ambos, con Obregón Cano accediendo a la gobernación de Córdoba por un margen algo más holgado, del 53,93% de los votos contra el 46,07% de Martínez.
En el plano legislativo, en la Cámara de Diputados el Frente Justicialista de Liberación (FREJULI) obtuvo 19 bancas contra 17 de la Unión Cívica Radical. En el Senado Provincial, al FREJULI le correspondieron 21 escaños y a la Unión Cívica Radical, 16.
Obregón Cano no llegó a terminar su mandato constitucional, pues sería derrocado por un golpe de Estado ejecutado por la policía dentro de la provincia el 27 de febrero de 1974, aún estando en vigencia el gobierno constitucional.

## Antecedentes
La provincia de Córdoba, si bien está enormemente por detrás de la provincia de Buenos Aires, es el segundo distrito más poblado de la República Argentina, y uno de los únicos cuatro distritos del país (junto con Buenos Aires, la Capital Federal, y la provincia de Santa Fe) donde la población supera los tres millones de habitantes. Eso la vuelve un importante territorio en los procesos electorales argentinos. En las dos únicas elecciones en las que un candidato ha sido electo presidente de la Nación Argentina sin imponerse en el distrito bonaerense (1916 y 2015), una arrolladora victoria en Córdoba (del 67% para Hipólito Yrigoyen y del 71% para Mauricio Macri) fue clave en ese triunfo.
Incluso en los tiempos de mayor dominación del peronismo o justicialismo en la política argentina, Córdoba fue siempre la provincia donde obtenía sus resultados electorales más estrechos. En las elecciones presidenciales de 1946, fue una de las cuatro provincias donde Juan Domingo Perón no logró imponerse, con la Unión Democrática logrando el 55.63% de los sufragios. En las elecciones de 1951, en las cuales Perón resultó reelecto, fue la provincia donde triunfó por menos margen con el 52.72% de los votos contra el 41.49% del radical Ricardo Balbín. La rebelión militar que derrocó al peronismo en septiembre de 1955 se desató precisamente en dicha provincia. En la época de la proscripción (1955-1973), Córdoba fue una de las pocas provincias donde el peronismo resultó derrotado en las elecciones de 1962, en las que el presidente Arturo Frondizi había permitido la participación del justicialismo por medio de otras denominaciones. Durante la dictadura autodenominada Revolución Argentina, la provincia fue escenario de masivas protestas y episodios constantes de inestabilidad y violencia política, siendo famosos el Cordobazo (1969) y el Viborazo (1971). Tales protestas provocaron, primero, la caída del dictador Juan Carlos Onganía, y luego, el colapso final del régimen en todo el país y el llamado a elecciones sin proscripciones por parte del presidente de facto Alejandro Agustín Lanusse para marzo de 1973.

## Secciones electorales del Senado
| Sección | Departamentos                                     | Senadores | Mapa |
| ------- | ------------------------------------------------- | --------- | --- |
| 1.ª     | - Capital                                         | 3         | 1.ª Sección 2.ª Sección 3.ª Sección 4.ª Sección 5.ª Sección 6.ª Sección 7.ª Sección 8.ª Sección 9.ª Sección 10.ª Sección 11.ª Sección |
| 2.ª     | - San Justo                                       | 3         | 1.ª Sección 2.ª Sección 3.ª Sección 4.ª Sección 5.ª Sección 6.ª Sección 7.ª Sección 8.ª Sección 9.ª Sección 10.ª Sección 11.ª Sección |
| 3.ª     | - Río Cuarto                                      | 3         | 1.ª Sección 2.ª Sección 3.ª Sección 4.ª Sección 5.ª Sección 6.ª Sección 7.ª Sección 8.ª Sección 9.ª Sección 10.ª Sección 11.ª Sección |
| 4.ª     | - Río Primero - Río Segundo                       | 3         | 1.ª Sección 2.ª Sección 3.ª Sección 4.ª Sección 5.ª Sección 6.ª Sección 7.ª Sección 8.ª Sección 9.ª Sección 10.ª Sección 11.ª Sección |
| 5.ª     | - Tercero Arriba - General San Martín             | 4         | 1.ª Sección 2.ª Sección 3.ª Sección 4.ª Sección 5.ª Sección 6.ª Sección 7.ª Sección 8.ª Sección 9.ª Sección 10.ª Sección 11.ª Sección |
| 6.ª     | - Unión - Marcos Juárez                           | 4         | 1.ª Sección 2.ª Sección 3.ª Sección 4.ª Sección 5.ª Sección 6.ª Sección 7.ª Sección 8.ª Sección 9.ª Sección 10.ª Sección 11.ª Sección |
| 7.ª     | - Calamuchita - Santa María - Punilla             | 3         | 1.ª Sección 2.ª Sección 3.ª Sección 4.ª Sección 5.ª Sección 6.ª Sección 7.ª Sección 8.ª Sección 9.ª Sección 10.ª Sección 11.ª Sección |
| 8.ª     | - San Javier - San Alberto - Pocho - Minas        | 4         | 1.ª Sección 2.ª Sección 3.ª Sección 4.ª Sección 5.ª Sección 6.ª Sección 7.ª Sección 8.ª Sección 9.ª Sección 10.ª Sección 11.ª Sección |
| 9.ª     | - Cruz del Eje - Ischilín - Totoral - Colón       | 4         | 1.ª Sección 2.ª Sección 3.ª Sección 4.ª Sección 5.ª Sección 6.ª Sección 7.ª Sección 8.ª Sección 9.ª Sección 10.ª Sección 11.ª Sección |
| 10.ª    | - Sobremonte - Río Seco - Tulumba                 | 3         | 1.ª Sección 2.ª Sección 3.ª Sección 4.ª Sección 5.ª Sección 6.ª Sección 7.ª Sección 8.ª Sección 9.ª Sección 10.ª Sección 11.ª Sección |
| 11.ª    | - Roque Sáenz Peña - General Roca - Juárez Celman | 3         | 1.ª Sección 2.ª Sección 3.ª Sección 4.ª Sección 5.ª Sección 6.ª Sección 7.ª Sección 8.ª Sección 9.ª Sección 10.ª Sección 11.ª Sección |

## Candidaturas
El justicialismo cordobés enfrentó una dura interna para elegir a su fórmula gubernativa. Por un lado, la Lista Unidad encabezada por Ricardo Obregón Cano (presidente de la Junta promotora provincial del Partido Justicialista); acompañado como vicegobernador por el gremialista Hipólito Atilio López, máximo dirigente de la Corriente Legalista de las 62 Organizaciones. A su alrededor se congregaron distintos dirigentes de la izquierda peronista: Rodolfo Vittar (Juventud Peronista), Carlos Blas García (Juventud Revolucionaria Peronista), Norberto Erico Tejada (Peronismo en Lucha) y Fausto Rodríguez (Movimiento Revolucionario Peronista). En oposición a ellos, la ortodoxia peronista levantó las candidaturas de Julio Antún (de la Mesa Redonda Permanente Peronista) y de Alejo Simó (líder sindical de la Unión Obrera Metalúrgica).
Alrededor de ellos, se congregaron distintos dirigentes de la centroderecha peronista: el dirigente Raúl Bercovich Rodríguez (de Unidad y Lealtad) y cerca de una veintena de sindicalistas pertenecientes a la corriente ortodoxa de las 42 Organizaciones Peronistas. La lista de Obregón Cano obtuvo una victoria de más del 60% de los votos, accediendo a la candidatura del PJ dentro de la coalición recientemente fundada, el Frente Justicialista de Liberación (FREJULI).
Dentro de la Unión Cívica Radical, por su parte, el expresidente Arturo Umberto Illia, un dirigente de más peso dentro de la conducción partidaria, buscó modernizar a la conducción del partido colocando a una figura joven, como lo eran en ese momento Eduardo Angeloz y Víctor Martínez. Martínez rechazó en 1972 la presidencia del Comité Provincial, siendo elegido Angeloz para ese cargo. Finalmente a Martínez se le dio la candidatura a gobernador, con Felipe Celli como compañero de fórmula. Dicha candidatura recibió apoyos incluso dentro del sector opositor a Ricardo Balbín, entonces dirigente del partido a nivel nacional, el Movimiento de Renovación y Cambio (MRC), de Raúl Alfonsín, quien de hecho fue clave para el éxito posterior de la campaña de Martínez, y con quien después formarían el binomio presidencial ganador en 1983. Luego de las elecciones, Angeloz y Martínez constituirían la llamada Línea Córdoba, sector interno que hegemonizaría la provincia entre 1983 y 1999.

## Primera vuelta electoral

### Gobernador y Vicegobernador
|  | 44,20 % |

|  | 43,08 % |

|  | 5,39 % |

|  | 2,10 % |

|  | 2,09 % |

|  | 1,38 % |

|  | 0,66 % |

|  | 0,61 % |

|  | 0,49 % |

|  | 96,61 % |

|  | 3,12 % |

|  | 0,27 % |

|  | 100 % |

|  | 88,24 % |

### Cámara de Diputados
|  | 44,98 % |

|  | 40,66 % |

|  | 6,16 % |

|  | 2,52 % |

|  | 2,24 % |

|  | 1,55 % |

|  | 0,72 % |

|  | 0,65 % |

|  | 0,52 % |

|  | 95,71 % |

|  | 4,02 % |

|  | 0,27 % |

|  | 100 % |

|  | 88,24 % |

### Cámara de Senadores
|  | 45,37 % |

|  | 40,97 % |

|  | 5,91 % |

|  | 2,58 % |

|  | 2,05 % |

|  | 1,42 % |

|  | 0,75 % |

|  | 0,52 % |

|  | 0,44 % |

|  | 94,96 % |

|  | 4,71 % |

|  | 0,33 % |

|  | 100 % |

|  | 86,54 % |

#### Resultados por secciones electorales
| 1ª Sección 3 Senadores             | 1ª Sección 3 Senadores                 | 1ª Sección 3 Senadores | 1ª Sección 3 Senadores | 1ª Sección 3 Senadores | 1ª Sección 3 Senadores                               |
| Partido                            | Partido                                | Votos                  | %                      | Bancas                 | Electos                                              |
| ---------------------------------- | -------------------------------------- | ---------------------- | ---------------------- | ---------------------- | ---------------------------------------------------- |
|                                    | Frente Justicialista de Liberación     | 186.840                | 45,61                  | 2/3                    | - Raúl Amadeo Gazagne - Norberto Erico Tejada        |
|                                    | Unión Cívica Radical                   | 165.078                | 40,30                  | 1/3                    | - Alberto Jabif                                      |
|                                    | Alianza Popular Federalista            | 25.861                 | 6,31                   |                        |                                                      |
|                                    | Alianza Popular Revolucionaria         | 11.546                 | 2,82                   |                        |                                                      |
|                                    | Nueva Fuerza                           | 5.943                  | 1,45                   |                        |                                                      |
|                                    | Partido Socialista de los Trabajadores | 4.781                  | 1,17                   |                        |                                                      |
|                                    | Partido Demócrata                      | 4.073                  | 0,99                   |                        |                                                      |
|                                    | Partido Socialista Democrático         | 2.885                  | 0,70                   |                        |                                                      |
|                                    | Frente de Izquierda Popular            | 2.662                  | 0,65                   |                        |                                                      |
|                                    |                                        |                        |                        |                        |                                                      |
| Votos válidos                      | Votos válidos                          | 409.669                | 96,29                  |                        |                                                      |
| Votos en blanco                    | Votos en blanco                        | 13.789                 | 3,24                   |                        |                                                      |
| Votos anulados                     | Votos anulados                         | 1.974                  | 0,46                   |                        |                                                      |
| Total de votos                     | Total de votos                         | 425.432                | 100                    |                        |                                                      |
| Votantes registrados/participación | Votantes registrados/participación     | 483.897                | 87,92                  |                        |                                                      |
| 2ª Sección 3 Senadores             |                                        |                        |                        |                        |                                                      |
| Partido                            | Partido                                | Votos                  | %                      | Bancas                 | Electos                                              |
|                                    | Frente Justicialista de Liberación     | 37.387                 | 42,51                  | 2/3                    | - Luis Alberto Pereyra - Orlando Battistelli         |
|                                    | Unión Cívica Radical                   | 35.472                 | 40,33                  | 1/3                    | - Rodolfo Silvestro                                  |
|                                    | Alianza Popular Federalista            | 7.475                  | 8,50                   |                        |                                                      |
|                                    | Alianza Popular Revolucionaria         | 3.636                  | 4,13                   |                        |                                                      |
|                                    | Partido Demócrata                      | 2.262                  | 2,57                   |                        |                                                      |
|                                    | Nueva Fuerza                           | 750                    | 0,85                   |                        |                                                      |
|                                    | Frente de Izquierda Popular            | 571                    | 0,65                   |                        |                                                      |
|                                    | Partido Socialista Democrático         | 383                    | 0,44                   |                        |                                                      |
|                                    | Partido Socialista de los Trabajadores | 22                     | 0,03                   |                        |                                                      |
|                                    |                                        |                        |                        |                        |                                                      |
| Votos válidos                      | Votos válidos                          | 87.958                 | 94,76                  |                        |                                                      |
| Votos en blanco                    | Votos en blanco                        | 4.626                  | 4,98                   |                        |                                                      |
| Votos anulados                     | Votos anulados                         | 236                    | 0,25                   |                        |                                                      |
| Total de votos                     | Total de votos                         | 92.820                 | 100                    |                        |                                                      |
| Votantes registrados/participación | Votantes registrados/participación     | 120.380                | 77,11                  |                        |                                                      |
| 3ª Sección 3 Senadores             |                                        |                        |                        |                        |                                                      |
| Partido                            | Partido                                | Votos                  | %                      | Bancas                 | Electos                                              |
|                                    | Frente Justicialista de Liberación     | 43.435                 | 45,44                  | 2/3                    | - Amado Julián Curchod - Oscar Baldassarre           |
|                                    | Unión Cívica Radical                   | 34.829                 | 36,43                  | 1/3                    | - Jorge J. Cendoya                                   |
|                                    | Alianza Popular Federalista            | 5.576                  | 5,83                   |                        |                                                      |
|                                    | Partido Demócrata                      | 4.800                  | 5,02                   |                        |                                                      |
|                                    | Alianza Popular Revolucionaria         | 2.994                  | 3,13                   |                        |                                                      |
|                                    | Nueva Fuerza                           | 2.479                  | 2,59                   |                        |                                                      |
|                                    | Partido Socialista Democrático         | 986                    | 1,03                   |                        |                                                      |
|                                    | Frente de Izquierda Popular            | 458                    | 0,48                   |                        |                                                      |
|                                    | Partido Socialista de los Trabajadores | 37                     | 0,04                   |                        |                                                      |
|                                    |                                        |                        |                        |                        |                                                      |
| Votos válidos                      | Votos válidos                          | 95.594                 | 95,02                  |                        |                                                      |
| Votos en blanco                    | Votos en blanco                        | 4.728                  | 4,70                   |                        |                                                      |
| Votos anulados                     | Votos anulados                         | 287                    | 0,29                   |                        |                                                      |
| Total de votos                     | Total de votos                         | 100.609                | 100                    |                        |                                                      |
| Votantes registrados/participación | Votantes registrados/participación     | 112.379                | 89,53                  |                        |                                                      |
| 4ª Sección 3 Senadores             |                                        |                        |                        |                        |                                                      |
| Partido                            | Partido                                | Votos                  | %                      | Bancas                 | Electos                                              |
|                                    | Unión Cívica Radical                   | 26.546                 | 45,34                  | 2/3                    | - Luis Ángel Olivieri - Armando Suárez               |
|                                    | Frente Justicialista de Liberación     | 24.517                 | 41,88                  | 1/3                    | - César Cuestas Carnero                              |
|                                    | Partido Demócrata                      | 3.450                  | 5,89                   |                        |                                                      |
|                                    | Alianza Popular Federalista            | 1.604                  | 2,74                   |                        |                                                      |
|                                    | Alianza Popular Revolucionaria         | 1.212                  | 2,07                   |                        |                                                      |
|                                    | Nueva Fuerza                           | 824                    | 1,41                   |                        |                                                      |
|                                    | Partido Socialista Democrático         | 230                    | 0,39                   |                        |                                                      |
|                                    | Frente de Izquierda Popular            | 150                    | 0,26                   |                        |                                                      |
|                                    | Partido Socialista de los Trabajadores | 15                     | 0,03                   |                        |                                                      |
|                                    |                                        |                        |                        |                        |                                                      |
| Votos válidos                      | Votos válidos                          | 58.548                 | 95,33                  |                        |                                                      |
| Votos en blanco                    | Votos en blanco                        | 2.761                  | 4,50                   |                        |                                                      |
| Votos anulados                     | Votos anulados                         | 105                    | 0,17                   |                        |                                                      |
| Total de votos                     | Total de votos                         | 61.414                 | 100                    |                        |                                                      |
| Votantes registrados/participación | Votantes registrados/participación     | 70.706                 | 86,86                  |                        |                                                      |
| 5ª Sección 4 Senadores             |                                        |                        |                        |                        |                                                      |
| Partido                            | Partido                                | Votos                  | %                      | Bancas                 | Electos                                              |
|                                    | Unión Cívica Radical                   | 39.839                 | 42,92                  | 2/4                    | - Ricardo Hipólito Medina - Raúl Carlos Pidoux       |
|                                    | Frente Justicialista de Liberación     | 38.592                 | 41,58                  | 2/4                    | - Ricardo Zayas - Ricardo Ramón López                |
|                                    | Alianza Popular Federalista            | 7.256                  | 7,82                   |                        |                                                      |
|                                    | Alianza Popular Revolucionaria         | 2.392                  | 2,58                   |                        |                                                      |
|                                    | Partido Demócrata                      | 2.029                  | 2,19                   |                        |                                                      |
|                                    | Nueva Fuerza                           | 1.486                  | 1,60                   |                        |                                                      |
|                                    | Partido Socialista Democrático         | 894                    | 0,96                   |                        |                                                      |
|                                    | Frente de Izquierda Popular            | 291                    | 0,31                   |                        |                                                      |
|                                    | Partido Socialista de los Trabajadores | 32                     | 0,03                   |                        |                                                      |
|                                    |                                        |                        |                        |                        |                                                      |
| Votos válidos                      | Votos válidos                          | 92.811                 | 94,44                  |                        |                                                      |
| Votos en blanco                    | Votos en blanco                        | 5.239                  | 5,33                   |                        |                                                      |
| Votos anulados                     | Votos anulados                         | 230                    | 0,23                   |                        |                                                      |
| Total de votos                     | Total de votos                         | 98.280                 | 100                    |                        |                                                      |
| Votantes registrados/participación | Votantes registrados/participación     | 110.076                | 89,28                  |                        |                                                      |
| 6ª Sección 4 Senadores             |                                        |                        |                        |                        |                                                      |
| Partido                            | Partido                                | Votos                  | %                      | Bancas                 | Electos                                              |
|                                    | Frente Justicialista de Liberación     | 47.801                 | 46,46                  | 2/4                    | - Antonio Luis Gasparini - Ramón Armando Medina Coba |
|                                    | Unión Cívica Radical                   | 41.546                 | 40,38                  | 2/4                    | - Félix Humberto Céliz - Máximo Toledo               |
|                                    | Alianza Popular Federalista            | 5.408                  | 5,26                   |                        |                                                      |
|                                    | Partido Demócrata                      | 3.405                  | 3,31                   |                        |                                                      |
|                                    | Alianza Popular Revolucionaria         | 2.814                  | 2,73                   |                        |                                                      |
|                                    | Partido Socialista Democrático         | 1.271                  | 1,24                   |                        |                                                      |
|                                    | Frente de Izquierda Popular            | 541                    | 0,53                   |                        |                                                      |
|                                    | Nueva Fuerza                           | 93                     | 0,09                   |                        |                                                      |
|                                    | Partido Socialista de los Trabajadores | 13                     | 0,01                   |                        |                                                      |
|                                    |                                        |                        |                        |                        |                                                      |
| Votos válidos                      | Votos válidos                          | 102.892                | 93,33                  |                        |                                                      |
| Votos en blanco                    | Votos en blanco                        | 7.116                  | 6,45                   |                        |                                                      |
| Votos anulados                     | Votos anulados                         | 237                    | 0,21                   |                        |                                                      |
| Total de votos                     | Total de votos                         | 110.245                | 100                    |                        |                                                      |
| Votantes registrados/participación | Votantes registrados/participación     | 120.655                | 91,37                  |                        |                                                      |
| 7ª Sección 3 Senadores             |                                        |                        |                        |                        |                                                      |
| Partido                            | Partido                                | Votos                  | %                      | Bancas                 | Electos                                              |
|                                    | Frente Justicialista de Liberación     | 36.727                 | 43,82                  | 2/3                    | - Samuel Néstor Fonseca - José Ignacio Alonso        |
|                                    | Unión Cívica Radical                   | 35.393                 | 42,23                  | 1/3                    | - Luis José Pelly                                    |
|                                    | Alianza Popular Federalista            | 6.263                  | 7,47                   |                        |                                                      |
|                                    | Alianza Popular Revolucionaria         | 2.820                  | 3,36                   |                        |                                                      |
|                                    | Nueva Fuerza                           | 1.465                  | 1,75                   |                        |                                                      |
|                                    | Partido Socialista Democrático         | 591                    | 0,71                   |                        |                                                      |
|                                    | Frente de Izquierda Popular            | 412                    | 0,49                   |                        |                                                      |
|                                    | Partido Demócrata                      | 111                    | 0,13                   |                        |                                                      |
|                                    | Partido Socialista de los Trabajadores | 31                     | 0,04                   |                        |                                                      |
|                                    |                                        |                        |                        |                        |                                                      |
| Votos válidos                      | Votos válidos                          | 83.813                 | 93,42                  |                        |                                                      |
| Votos en blanco                    | Votos en blanco                        | 5.616                  | 6,26                   |                        |                                                      |
| Votos anulados                     | Votos anulados                         | 291                    | 0,32                   |                        |                                                      |
| Total de votos                     | Total de votos                         | 89.720                 | 100                    |                        |                                                      |
| Votantes registrados/participación | Votantes registrados/participación     | 104.451                | 85,90                  |                        |                                                      |
| 8ª Sección 4 Senadores             |                                        |                        |                        |                        |                                                      |
| Partido                            | Partido                                | Votos                  | %                      | Bancas                 | Electos                                              |
|                                    | Frente Justicialista de Liberación     | 15.686                 | 49,25                  | 2/4                    | - Pablo Miguel - Carlos Caram Zazu                   |
|                                    | Unión Cívica Radical                   | 13.698                 | 43,01                  | 2/4                    | - Juan José Armella - Luis Alberto Arias             |
|                                    | Alianza Popular Federalista            | 1.169                  | 3,67                   |                        |                                                      |
|                                    | Nueva Fuerza                           | 541                    | 1,70                   |                        |                                                      |
|                                    | Alianza Popular Revolucionaria         | 519                    | 1,63                   |                        |                                                      |
|                                    | Partido Socialista Democrático         | 129                    | 0,41                   |                        |                                                      |
|                                    | Frente de Izquierda Popular            | 105                    | 0,33                   |                        |                                                      |
|                                    | Partido Demócrata                      | 2                      | 0,01                   |                        |                                                      |
|                                    | Partido Socialista de los Trabajadores | 1                      | 0,00                   |                        |                                                      |
|                                    |                                        |                        |                        |                        |                                                      |
| Votos válidos                      | Votos válidos                          | 31.850                 | 94,49                  |                        |                                                      |
| Votos en blanco                    | Votos en blanco                        | 1.779                  | 5,28                   |                        |                                                      |
| Votos anulados                     | Votos anulados                         | 77                     | 0,23                   |                        |                                                      |
| Total de votos                     | Total de votos                         | 33.706                 | 100                    |                        |                                                      |
| Votantes registrados/participación | Votantes registrados/participación     | 42.343                 | 79,60                  |                        |                                                      |
| 9ª Sección 4 Senadores             |                                        |                        |                        |                        |                                                      |
| Partido                            | Partido                                | Votos                  | %                      | Bancas                 | Electos                                              |
|                                    | Frente Justicialista de Liberación     | 44.287                 | 49,81                  | 2/4                    | - Carlos María Montes - Domingo Argentino Barbieri   |
|                                    | Unión Cívica Radical                   | 36.588                 | 41,15                  | 2/4                    | - Raúl Alfonso Carrizo - Nicolás Sahade              |
|                                    | Alianza Popular Federalista            | 3.741                  | 4,21                   |                        |                                                      |
|                                    | Partido Demócrata                      | 1.970                  | 2,22                   |                        |                                                      |
|                                    | Nueva Fuerza                           | 1.412                  | 1,59                   |                        |                                                      |
|                                    | Partido Socialista Democrático         | 462                    | 0,52                   |                        |                                                      |
|                                    | Frente de Izquierda Popular            | 328                    | 0,37                   |                        |                                                      |
|                                    | Alianza Popular Revolucionaria         | 85                     | 0,10                   |                        |                                                      |
|                                    | Partido Socialista de los Trabajadores | 40                     | 0,04                   |                        |                                                      |
|                                    |                                        |                        |                        |                        |                                                      |
| Votos válidos                      | Votos válidos                          | 88.913                 | 94,73                  |                        |                                                      |
| Votos en blanco                    | Votos en blanco                        | 4.670                  | 4,98                   |                        |                                                      |
| Votos anulados                     | Votos anulados                         | 276                    | 0,29                   |                        |                                                      |
| Total de votos                     | Total de votos                         | 93.859                 | 100                    |                        |                                                      |
| Votantes registrados/participación | Votantes registrados/participación     | 111.236                | 84,38                  |                        |                                                      |
| 10ª Sección 3 Senadores            |                                        |                        |                        |                        |                                                      |
| Partido                            | Partido                                | Votos                  | %                      | Bancas                 | Electos                                              |
|                                    | Frente Justicialista de Liberación     | 8.280                  | 52,26                  | 2/3                    | - Ricardo Antonio Crast - Nicolás Antonio Ramallo    |
|                                    | Unión Cívica Radical                   | 6.648                  | 41,96                  | 1/3                    | - Eduardo Monguillot                                 |
|                                    | Partido Demócrata                      | 772                    | 4,87                   |                        |                                                      |
|                                    | Alianza Popular Federalista            | 50                     | 0,32                   |                        |                                                      |
|                                    | Partido Socialista Democrático         | 38                     | 0,24                   |                        |                                                      |
|                                    | Frente de Izquierda Popular            | 33                     | 0,21                   |                        |                                                      |
|                                    | Alianza Popular Revolucionaria         | 11                     | 0,07                   |                        |                                                      |
|                                    | Nueva Fuerza                           | 11                     | 0,07                   |                        |                                                      |
|                                    |                                        |                        |                        |                        |                                                      |
| Votos válidos                      | Votos válidos                          | 15.843                 | 97,32                  |                        |                                                      |
| Votos en blanco                    | Votos en blanco                        | 404                    | 2,48                   |                        |                                                      |
| Votos anulados                     | Votos anulados                         | 32                     | 0,20                   |                        |                                                      |
| Total de votos                     | Total de votos                         | 16.279                 | 100                    |                        |                                                      |
| Votantes registrados/participación | Votantes registrados/participación     | 21.411                 | 76,03                  |                        |                                                      |
| 11ª Sección 3 Senadores            |                                        |                        |                        |                        |                                                      |
| Partido                            | Partido                                | Votos                  | %                      | Bancas                 | Electos                                              |
|                                    | Frente Justicialista de Liberación     | 26.115                 | 47,12                  | 2/3                    | - Hugo Ángel Pinilla - Daniel Jorge Berecibar        |
|                                    | Unión Cívica Radical                   | 24.544                 | 44,29                  | 1/3                    | - Edgardo R. M. Grosso                               |
|                                    | Alianza Popular Federalista            | 2.024                  | 3,65                   |                        |                                                      |
|                                    | Nueva Fuerza                           | 940                    | 1,70                   |                        |                                                      |
|                                    | Alianza Popular Revolucionaria         | 908                    | 1,64                   |                        |                                                      |
|                                    | Partido Socialista Democrático         | 501                    | 0,90                   |                        |                                                      |
|                                    | Frente de Izquierda Popular            | 253                    | 0,46                   |                        |                                                      |
|                                    | Partido Demócrata                      | 109                    | 0,20                   |                        |                                                      |
|                                    | Partido Socialista de los Trabajadores | 26                     | 0,05                   |                        |                                                      |
|                                    |                                        |                        |                        |                        |                                                      |
| Votos válidos                      | Votos válidos                          | 55.420                 | 91,52                  |                        |                                                      |
| Votos en blanco                    | Votos en blanco                        | 5.011                  | 8,28                   |                        |                                                      |
| Votos anulados                     | Votos anulados                         | 122                    | 0,20                   |                        |                                                      |
| Total de votos                     | Total de votos                         | 60.553                 | 100                    |                        |                                                      |
| Votantes registrados/participación | Votantes registrados/participación     | 69.402                 | 87,25                  |                        |                                                      |

## Segunda vuelta electoral

### Campaña
Al constatarse los resultados de la primera vuelta electoral, y de cara a la segunda, muchos candidatos opositores al FREJULI describieron a Obregón Cano como un "comunista" por su pertenencia a la Tendencia Revolucionaria del peronismo (conocida como La Tendencia), que estaba más acercado a la izquierda política y se veía enfrentada con el sector sindical ortodoxo predominante en el partido. Obregón Cano respondió denunciando tales acusaciones diciendo que "quienes nos acusan de promarxistas no han leído los documentos del general Perón", afirmando que lo que él y su partido defendían era un "socialismo de carácter nacional", y manifestando de antemano que rechazaba cualquier ideología que fuera contraria a los principios nacionalistas del justicialismo, por lo que el marxismo encabezaba aquella lista. Por su parte, y luego de que el Partido Comunista declarara su apoyo a algunos candidatos individuales de la UCR por considerarlos, "compañeros de ruta", el radicalismo cordobés decidió rápidamente declarar ante los medios que no era "ni anticomunista, ni anticapitalista", y sostener que, como un partido que se pretendía garante de la democracia liberal y las instituciones republicanas, estaba por encima de defender, pero al mismo tiempo de proscribir o perseguir, cualquier ideología, incluyendo aquellas que atentarían con la democracia de implementarse. Martínez mismo declaró que esperaba que nunca se implementaran sistemas similares al comunismo en Argentina, y defendió que confiaba plenamente en una victoria a nivel provincial, afirmando que si no habían ganado en la primera vuelta fue por la fragmentación política provocada por los demás candidatos.

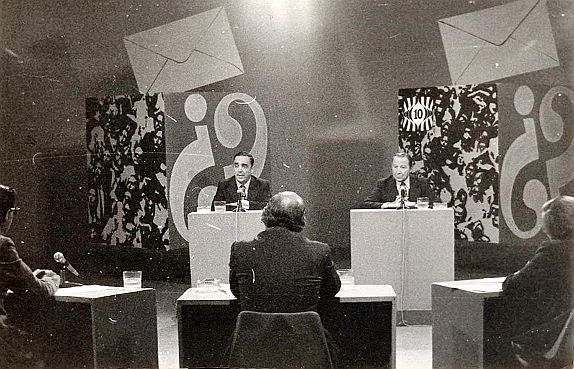
Debate televisado entre Obregón Cano y Martínez el 8 de abril de 1973, el primero de la historia electoral cordobesa y único hasta 2007. Se suele considerar que el mismo influyó en la posterior victoria del candidato justicialista en la elección provincial.

Mientras que en todo el país el peronismo había ganado ampliamente y se consideraba a la mayoría de los desempates provinciales como meros plebiscitos ceremoniales, en Córdoba había una alta expectativa de un triunfo de la UCR gracias a la popularidad personal de Martínez. Sin embargo, a medida que se acercaba el día del balotaje, el candidato radical comenzó a perder apoyos debido, en gran parte, a la campaña negativa realizada por el FREJULI en su contra, denunciada por la UCR como una "campaña del terror". Mientras que no atacó personalmente al candidato, el equipo de campaña de Obregón Cano se dedicó a recordar al electorado que el FREJULI había obtenido el control de todas las instituciones nacionales, y a nivel provincial la intendencia de casi todos los municipios, así como la mayoría en ambas cámaras de la legislatura. Bajo estos postulados, una victoria radical en el balotaje dejaría a Córdoba con un gobierno provincial sumamente débil, sin poder en el ámbito municipal ni control legislativo alguno, y expuesto a una probable intervención federal por parte del gobierno peronista entrante. Siendo Córdoba la provincia en la que se habían desatado varios hechos violentos y gobiernos sin apoyo en la historia reciente del país: el golpe de 1955, la intervención al gobierno de Arturo Zanichelli en 1960, y el Cordobazo en 1969, la población de la provincia se mostraba cansada de la inestabilidad política persistente. Ya tras el anuncio de la segunda vuelta corría entre la mayor parte de los medios de comunicación y la población la creencia de que a Martínez le resultaría muy difícil gobernar, y para el día previo al desempate la mayoría de los votantes consideraba que era "imposible" una provincia con un gobierno no frejulista. El lema de campaña del balotaje de Obregón Cano fue muy claro al respecto: "No aísle a Córdoba".
El 8 de abril de 1973, la televisora local, el Canal 10, con intervención y apoyo de los medios de comunicación La Voz del Interior, el Canal 8 y Radio Universidad, organizó un debate televisado entre Obregón Cano y Martínez. El moderador del encuentro fue el periodista Jorge Pérez Gaudio, director del informativo de Canal 10 y gerente de Radio Universidad. Los tópicos que trataron los candidatos fueron simples: presupuesto, impuestos, educación, salud pública, el estado de derecho y los derechos humanos. La actuación de Obregón Cano durante el debate fue muy valorada. Si bien la señal del Canal 10 cubría el Gran Córdoba únicamente y no había mediciones de cuota de pantalla, los periodistas a cargo de cubrir el evento aseguraron posteriormente que la audiencia fue masiva y que, en gran medida debido al debate, la opinión pública se torció a favor del candidato frejulista. El propio Martínez reconocería posteriormente que el debate jugó un papel importante en su derrota. Obregón Cano recordaría el debate, décadas más tarde, como un estimulante intercambio de idea, sin agravios.

### Resultados
|  | 53,93 % |

|  | 46,07 % |

|  | 98,90 % |

|  | 0,91 % |

|  | 0,19 % |

|  | 100 % |

|  | 84,43 % |